# 新井晴簡
新井 晴簡（あらい せいかん、1853年7月30日（嘉永6年6月25日） - 1906年（明治39年）5月17日）は、日本陸軍の軍人。最終階級は陸軍中将。フランスに留学した。

## 経歴
豊岡藩士・新井晴景の長男として生まれる。明治3年（1870年）陸軍兵学寮に入り、1873年（明治6年）2月、砲兵少尉に任官。1877年（明治10年）東京鎮台砲兵第1大隊第2小隊長として西南戦争に従軍し、別働第2旅団に所属した。
1890年（明治23年）10月、要塞砲兵幹部練習所長代理となり、要塞砲兵第1連隊長、砲兵第2方面本署長を歴任し、1895年（明治28年）1月、砲兵大佐に昇進。同年2月、臨時徒歩砲兵第1連隊長に発令され日清戦争に従軍した。同年8月、陸軍砲工学校長に就任し、陸軍省人事課長、下関要塞司令官を経て、1898年（明治31年）10月、陸軍少将に進級。
1899年（明治32年）3月、対馬警備隊司令官となり、同年10月、野戦砲兵第1旅団長に異動。1901年（明治34年）6月、二度目の下関要塞司令官に就任し、1905年（明治38年）2月、陸軍中将に進んだ。同年10月、二度目の砲工学校長に就任し、1906年（明治39年）3月12日、予備役となり、同年6月、後備役に編入された。
1907年（明治40年）10月2日、その功績により子息の新井清一が男爵の爵位を授爵し華族となった。墓所は青山霊園。

## 栄典
位階
- 1884年（明治17年）8月30日 - 従六位[5]
- 1906年（明治39年）5月17日 - 正四位[6]

勲章等
- 1885年（明治18年）4月7日 - 勲四等旭日小綬章[7]
- 1895年（明治28年）11月18日 - 明治二十七八年従軍記章[8]
- 1906年（明治39年）4月1日 - 勲一等旭日大綬章[9]